# Cicli oceanici

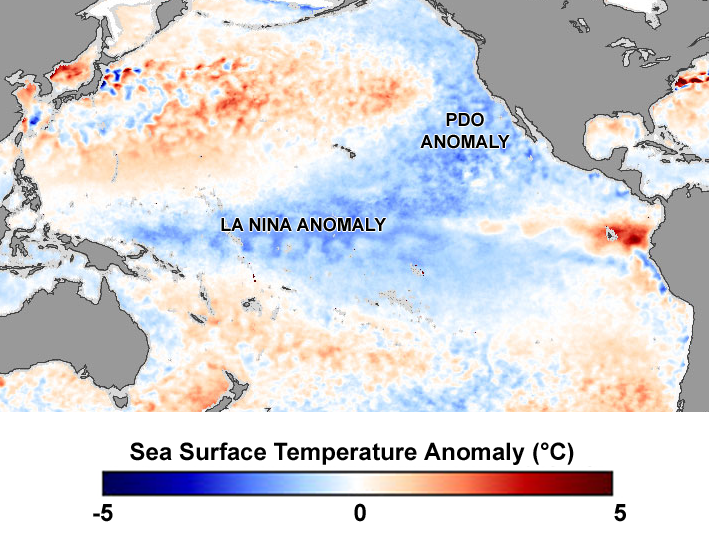
Un'immagine della NASA dell'Oceano Pacifico nell'Aprile 2008 che mostra La Niña e le anomalie decadali pacifiche.

In oceanografia e climatologia con il termine cicli oceanici si intendono tutte quelle oscillazioni di origine naturale che coinvolgono la dinamica degli oceani specie in riferimento alla loro circolazione e alle temperature superficiali (SST) con effetti di variabilità climatica anche sul clima a livello locale, regionale, sinottico o planetario. Tra questi cicli vanno ricordati senza dubbio il ciclo ENSO accoppiato con la circolazione atmosferica, l'AMO e l'PDO, dette anche teleconnessioni oceaniche.
A livello climatico sebbene possano costituire dei forcing energetici del sistema a scala sinottica o anche emisferica nel breve e medio periodo (fino 10-20 anni), nel lungo periodo (oltre 30 anni) il loro trend medio si annulla in virtù delle loro oscillazioni da cui il nome di cicli e l'appartenenza alla cosiddetta variabilità climatica.